# 韦伯斯特 (佛罗里达州)
韦伯斯特（英語：Webster），是美国佛罗里达州薩姆特縣下属的一座城市。建立于1900年。面积约为3.4平方公里（约合1.3平方英里）。根据2010年美国人口普查，该市有人口785人。论人口在本州排行第344。